# Фон-дю-Лак
Фон-дю-Лак (англ. Fond du Lac River) — река в канадской провинции Саскачеван.

## География
Река Фонд-дю-Лак находится в северной части провинции Саскачеван и является одной из рек системы реки Маккензи, впадающей в Северный Ледовитый океан. Длина реки составляет 277 километров, площадь бассейна 66800 км², а её средний сток равен примерно 300 м³ в секунду.
Река берёт начало на высоте 395 метров в заливе Каннинг озера Вулластон. Течёт первоначально на север, на высоте 393 метра пересекает озеро Хатчет, затем несколько раз меняет направление своего течения (- > северо-запад — > север — > запад — > северо-восток — > запад). На высоте 276 метров впадает в северо-восточную часть озера Блэк-Лейк, покидает его близ посёлка Блэк-Лейк, течёт в северо-западном направлении, близ посёлка Стони-Рапидс поворачивает на запад. На высоте 202 метра впадает в восточную оконечность озера Атабаска.

## Основные притоки
- Кри
- Чипмэн
- Саутер
- Уотерфаунд
- Хаурок
- Перч
- Поркьюпайн

На берегах реки проживают в основном индейцы народа дене.
В водах реки водится судак, желтый окунь, щука, озерная форель, хариус, сиг и налим.